# Gerhard Eßbach
Gerhard Eßbach (* 9. Juni 1942 in Sachsenberg-Georgenthal; † 23. Oktober 2019) war ein deutscher Posaunist und Hochschullehrer.

## Leben
Gerhard Eßbach wurde 1942 in der Gemeinde Sachsenberg-Georgenthal, die 1950 nach Klingenthal eingemeindet wurde, geboren. Im Alter von acht Jahren erhielt er seinen ersten Akkordeonunterricht. Nach der Schulzeit absolvierte er zunächst eine Lehre als Akkordeonbauer in den VEB Klingenthaler Harmonikawerke. Von 1959 bis 1962 war er Schüler am Robert-Schumann-Konservatorium Zwickau, wo Kurt Pilz sein Lehrer war. Danach studierte er bis 1964 bei Georg Fleischer an der Staatlichen Hochschule für Musik in Leipzig.
Im Jahr 1964 wurde er als Soloposaunist am Staatlichen Sinfonieorchester Halle engagiert. Während seiner Hallenser Zeit war Karl-Ernst Sasse Chefdirigent des Klangkörpers. Ab 1967 war er Wechsel-Posaunist und ab 1976 Solo-Posaunist am Gewandhausorchester in Leipzig, das von Gewandhauskapellmeister Kurt Masur geleitet wurde. Außerdem war er Mitglied des Blechbläserensembles Ludwig Güttler. Von 1982 bis 2007 wirkte er als Solo-Posaunist an der Sächsischen Staatskapelle Dresden, wo er u. a. unter Herbert Blomstedt, Hans Vonk, Giuseppe Sinopoli und Bernard Haitink spielte. Rainer Lischka komponierte für ihn sein Konzert für Posaune und Orchester.
Er war Lehrbeauftragter an der Hochschule für Musik Carl Maria von Weber Dresden, 1994 wurde er zum Professor ernannt. Zu seinen Schülern gehörte u. a. der Gewandhausmusiker Jörg Richter.